# Yes (sastav)
Yes je engleski progresivni rock sastav, osnovan 1968. godine u Londonu, a osnovali su ga: pjevač Jon Anderson, basist Chris Squire, gitarist Peter Banks, klavijaturist Tony Kaye, i bubnjar Bill Bruford. Sastav je kroz godine postojanja izmijenio mnogo članova; devetnaest glazbenika bili su stalni članovi sastava. Od lipnja 2015. godine, u sastavu su gitarist Steve Howe, bubnjar Alan White, klavijaturist Geoff Downes, pjevač Jon Davison, i basist Billy Sherwood, bez ijednog prvobitnog člana sastava. Kroz četrdeset sedam godina rada, izdali su ukupno dvadeset i jedan album. Yes je kroz godine eksperimentirao s mnogim rock žanrovima, no uglavnom se smatraju pionirima progresivnog rocka.
Yes je osnovan 1968. godine. U počecima sviraju obrade rock, jazz i blues pjesama, kao što se može zaključiti s prva dva albuma sastava. Promijena smjera dogodila se 1970. godine, kada počinju svirati progresivni rock sve do raspada 1981. godine. Najpopularniji albumi sastava su: The Yes Album (1971.), Fragile (1971.) i Close to the Edge (1972.). Uspjeh singla "Roundabout", s albuma Fragile, pridonio je sastavu popularnost po cijelom svijetu.
U travnju 2017. godine, Yes je uvršten u Rock and Roll Hall of Fame.

## Članovi

### Sadašnji članovi
- Steve Howe – gitara, vokali (1970. – 1981., 1990. – 1992., 1995.–danas)
- Alan White – bubnjevi, udaraljke, vokali (1972. – 1981., 1982.–danas)
- Geoff Downes –  klavijature, vokali (1980. – 1981., 2011.–danas; gost: 2004.)
- Billy Sherwood – bas-gitara (2015.–danas), vokali (1994., 1997. – 2000., 2015.–danas), gitara, klavijature (1994., 1997. – 2000.)
- Jon Davison – glavni vokali, akustična gitara, udaraljke, klavijature (2012.–danas)

### Bivši članovi
- Chris Squire – bas-gitara, harmonika, prateći vokali (1968. – 1981., 1983. – 2015.; preminuo)
- Jon Anderson – glavni vokali, akustična gitara, harfa (1968. – 1980., 1983. – 1988., 1990. – 2008.)
- Bill Bruford – bubnjevi, udaraljke (početak 1968. – rujan 1968., studeni 1968. – 1972., 1990. – 1992.)
- Tony Kaye – klavijature, prateći vokali (1968. – 1971., 1983., 1984. – 1994., na turnejama: 2018.)
- Peter Banks – gitara, prateći vokali (1968. – 1970.)
- Tony O'Reilly – bubnjevi (rujan 1968. – studeni 1968.)
- Rick Wakeman – klavijature (1971. – 1974., 1976. – 1980., 1990. – 1992., 1995. – 1996., 2002. – 2004.)
- Patrick Moraz – klavijature  (1974. – 1976.)
- Trevor Horn – glavni vokali, bas-gitara (1980. – 1981.)
- Trevor Rabin – gitara, glavni i prateći vokali, klavijature, orkestracija, (1983. – 1994.)
- Eddie Jobson – klavijature (1983.)
- Igor Khoroshev – klavijature (1997. – 2000.)
- Benoît David – glavni vokali (2008. – 2012.)
- Oliver Wakeman – klavijature (2008. – 2011.)

### Članovi uživo
- Tom Brislin – klavijature (2001.)
- Jay Schellen – bubnjevi (2016. – 2017., 2018.–danas)
- Dylan Howe – bubnjevi (2017.)

## Diskografija
| Studijski albumi - Yes (1969.) - Time and a Word (1970.) - The Yes Album (1971.) - Fragile (1971.) - Close to the Edge (1972.) - Tales from Topographic Oceans (1973.) - Relayer (1974.) - Going for the One (1977.) - Tormato (1978.) - Drama (1980.) - 90125 (1983.) - Big Generator (1987.) - Union (1991.) - Talk (1994.) - Keys to Ascension (1996.) - Keys to Ascension 2 (1997.) - Open Your Eyes (1997.) - The Ladder (1999.) - Magnification (2001.) - Fly from Here (2011.) - Heaven & Earth (2014.) - The Quest (2021.) - Mirror to the Sky (2023.) | Albumi uživo - Yessongs (1973.) (snimljeno: 1972.) - Yesshows (1980.) (snimljeno: 1976. – 1978.) - 9012Live: The Solos (1985.) (snimljeno: 1984.) - Keys to Ascension (1996.) (snimljeno: 1996.) - Something's Coming: The BBC Recordings 1969–1970 (1997.) (snimljeno: 1969. – 1970.) - Keys to Ascension 2 (1997.) (snimljeno: 1996.) - House of Yes: Live from House of Blues (2000.) (snimljeno: 31. listopada 1999.) - Songs from Tsongas (2005.) (snimljeno: 15. svibnja 2004.) - The Word Is Live (2005.) (snimljeno: 1970. – 1988.) - Symphonic Live (2005.) (snimljeno: 22. studenog 2001.) - Live at Montreux 2003 (2007.) (snimljeno: 14. srpnja 2003.) - Union Live (2011.) (snimljeno: 1991.) - In the Present – Live from Lyon (2011.) (snimljeno: 1. prosinca 2009.) - Like It Is: Yes at the Bristol Hippodrome (2014.) – 2 CD (snimljeno: 11. svibnja 2014.) - Progeny: Seven Shows from Seventy-Two (2015.) (snimljeno: 31. listopada – 20. studenog 1972.) - Progeny: Highlights from Seventy-Two (2015.) – 2 CD/3 LP Box Set (snimljeno: 31. listopada – 20. studenog 1972.) - Like It Is: Yes at the Mesa Arts Center (2015.) – 2 CD (snimljeno: 12. kolovoza 2014.) - Topographic Drama – Live Across America (2017.) – 2 CD/3 LP (snimljeno: veljača 2017.) |